# بوب موراي (لاعب هوكي الجليد)
بوب موراي هو لاعب هوكي الجليد كندي، ولد في 26 نوفمبر 1954 في كينغستون في كندا.

## وصلات خارجية
- بوب موراي (لاعب هوكي الجليد) على موقع دوري الهوكي الوطني (الإنجليزية)
- بوب موراي (لاعب هوكي الجليد) على موقع قاعة مشاهير الهوكي (لاعب أن.إتش.أل) (الإنجليزية)
- بوب موراي (لاعب هوكي الجليد) على موقع EliteProspects.com (الإنجليزية)
- بوب موراي (لاعب هوكي الجليد) على موقع Eurohockey.com (الإنجليزية)
- بوب موراي (لاعب هوكي الجليد) على موقع HockeyDB.com (الإنجليزية)
- بوب موراي (لاعب هوكي الجليد) على موقع Hockey-Reference.com (الإنجليزية)